# 잭래빗 (영화)
잭래빗(Jackrabbit)은 미국에서 제작된 칼튼 래니 감독의 2015년 드라마, SF, 스릴러 영화이다. 리드 버니 등이 주연으로 출연하였다.

## 출연

### 주연
- 리드 버니
- 조쉬 카라스
- 조슬린 젠슨